# Thomas Kuchel

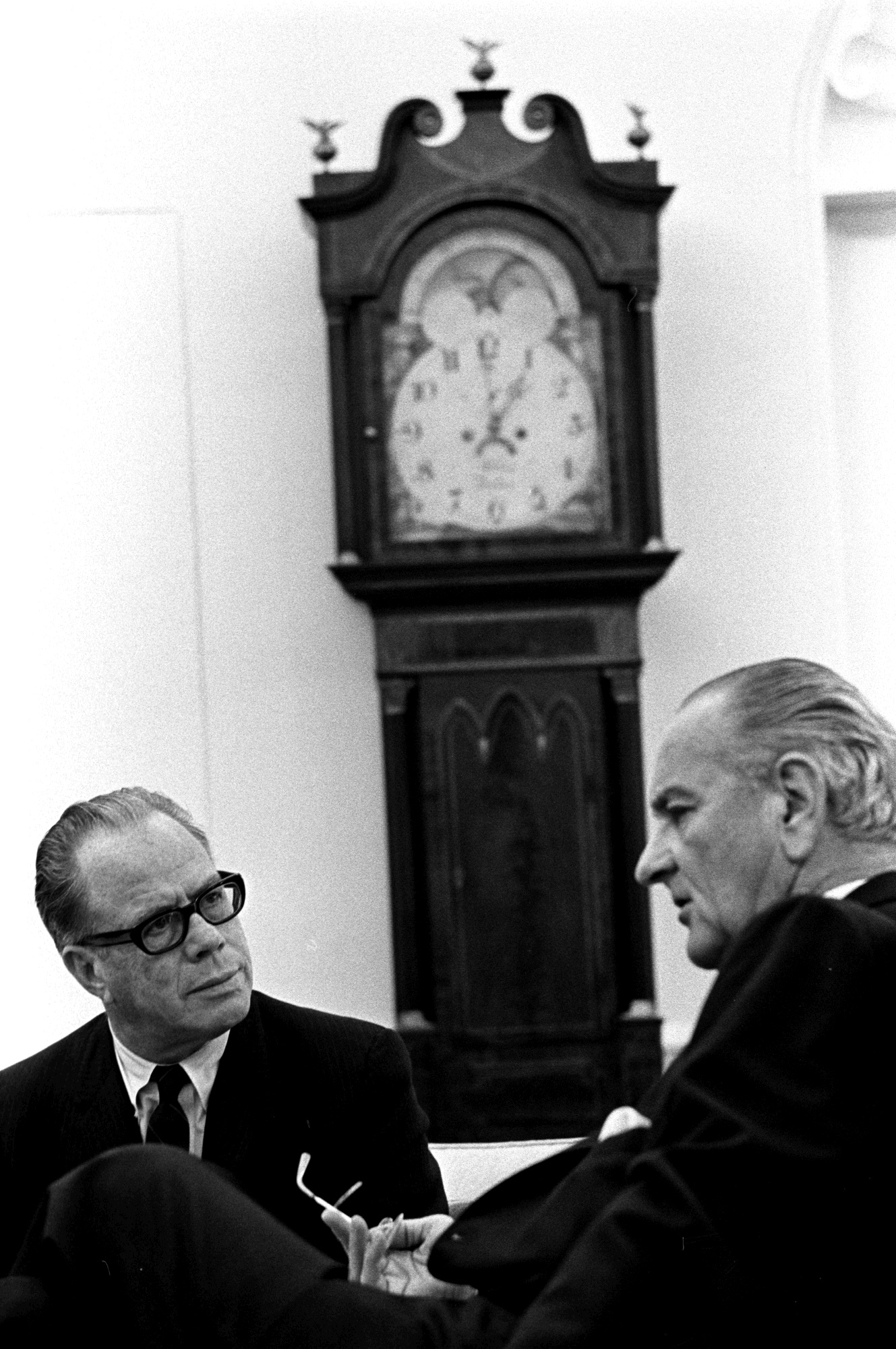
Thomas Kuchel (links) mit Präsident Lyndon B. Johnson (1968)

Thomas Henry Kuchel (* 15. August 1910 in Anaheim, Kalifornien; † 21. November 1994 in Beverly Hills, Kalifornien) war ein US-amerikanischer Politiker der Republikanischen Partei, der von 1953 bis 1969 den Bundesstaat Kalifornien im US-Senat vertrat.

## Frühe Jahre und politischer Aufstieg
Thomas Kuchel studierte Jura an der Law School der University of Southern California und bestand im Jahr 1932 sein Examen mit dem Abschluss summa cum laude. Im Jahr 1935 promovierte er an derselben Universität zum Dr. jur. und wurde noch im selben Jahr vor Gericht vereidigt. In Anaheim eröffnete er anschließend eine Anwaltspraxis und führte diese bis 1946. Während seiner Zeit als Anwalt war er zusätzlich noch von 1936 bis 1939 republikanischer Abgeordneter kalifornischen Parlament und saß anschließend von 1940 bis 1945 im Staatssenat.

## US-Senator
Im Jahr 1946 wurde Kuchel California State Controller, Beauftragter für den Haushalt des Bundesstaates, und blieb dies bis 1953. Am 2. Januar dieses Jahres wurde er von Gouverneur Earl Warren zum US-Senator für Kalifornien ernannt, um den freigewordenen Sitz von Richard Nixon aufzufüllen, der zum US-Vizepräsidenten gewählt worden war. Bei der Nachwahl am 2. November 1954 wurde er auch offiziell vom Volk zum Senator gewählt und schaffte es, bei den Wahlen 1956 und 1962 bestätigt zu werden. Während seiner Zeit im Senat unterstützte Kuchel eine rassenfreundliche Politik; so war er an der Verabschiedung des Civil Rights Act of 1964, der die Rassentrennung in den USA aufhob, maßgeblich beteiligt. Kuchel zerstritt sich darauf jedoch mit dem ehemaligen Anführer der republikanischen Fraktion im Senat, William F. Knowland, als es um die Frage ging, welcher Kandidat bei der nächsten Präsidentschaftswahl für die Republikaner antreten würde. Während Kuchel den liberalen Nelson Rockefeller bevorzugte, setzte sich Knowland für den konservativen Barry Goldwater ein. Dieser Streit bedeutete das Ende für Kuchels politische Karriere. Bei den Vorwahlen zur Senatswahl 1968 bestimmten die Parteimitglieder, dass er nicht mehr antreten dürfe. Stattdessen wurde der kalifornische Bildungsminister Max Rafferty ins Rennen um den Senatssitz geschickt; er konnte sich allerdings nicht gegen den demokratischen Kandidaten Alan Cranston durchsetzen, der am 3. Januar 1969 Kuchels Nachfolge antrat. Seitdem ist dieses Mandat fest in der Hand der Demokratischen Partei.

## Privat
Kuchel eröffnete seine Anwaltskanzlei erneut und betrieb sie erst in Washington, D.C., später auch wieder in Kalifornien. Nach seinem Rückzug 1981 verlegte er seinen Altersruhesitz nach Beverly Hills, wo er am 21. November 1994 starb. Thomas Kuchel war seit 1942 mit Betty Kuchel, geborene Mellenthin verheiratet, sie hatten eine Tochter.